# Parc de Töölönlahti
Le parc de Töölönlahti (en finnois : Töölönlahden puisto est un parc public situé dans le centre d'Helsinki, sur la rive sud de la baie de Töölö dans le quartier de Kluuvi à Helsinki en Finlande.

## Description
Le parc de Töölönlahti est bordé par le parc d'Hesperia à l'ouest, la voie ferrée principale à l'est ainsi que la rue Töölönlahdenkatu et le parc Makasiinipuisto au sud.
Le parc a été achevé à l'été 2016 sur le site de l'ancienne gare de marchandises de Töölö, quelques années après la démolition du chemin de fer du port d'Helsinki et des entrepôts de VR.
Le parc de Töölönlahti et le parc Eläintarha au nord de Töölönlahti, font partie du parc central d'Helsinki.
La Biofore-talo est bâtie en bordure du parc.